# Pietra-di-Verde
Pietra-di-Verde es una comuna   y población de Francia, en la región de Córcega, departamento de Alta Córcega.
Su población en el censo de 2021 era de 100 habitantes.

## Demografía
| Year | Pop. | ±%     |
| ---- | ---- | ------ |
| 1962 | 179  | —      |
| 1968 | 196  | +9.5%  |
| 1975 | 129  | −34.2% |
| 1982 | 79   | −38.8% |
| 1990 | 95   | +20.3% |
| 1999 | 115  | +21.1% |
| 2008 | 125  | +8.7%  |
| 2021 | 100  |        |